# Louis François Charles Pelletier
Pour les articles homonymes, voir Pelletier (homonymie).
Louis François Charles Théodore Pelletier de Montmarie, né le 16 mars 1813 à Paris, où il est mort le 22 novembre 1883, est un général de brigade, français.

## Biographie
Louis François Charles Pelletier naît le 16 mars 1813 à Paris, fils du général Louis François Élie Pelletier et de Philippine Greiner. Il embrasse la carrière militaire en 1831 en intégrant Saint Cyr. Il prend sa retraite en 1878. Il meurt le 22 novembre 1883.

## Carrière militaire[2]
Louis François Pelletier est élève de l’école militaire de Saint-Cyr dans les 14e (1831-1833) et 15e (1832-1835)) promotions dans le corps d'état-major. Il en sort sous-lieutenant en 1835. Il sert ensuite en Algérie. Il combat à la guerre de Crimée d'où il revient lieutenant-colonel. Il rentre en Algérie avant de participer à la campagne d’Italie contre les Autrichiens. Lorsqu'éclate le conflit franco-allemand, il est général de brigade. Incorporé dans la 2e division, il en commande la 1re brigade qui prend part aux batailles de Wissembourg, de  Froeschwiller, ainsi qu'à la défaite de Sedan durant laquelle il est blessé et fait prisonnier par les Allemands.
Il est mis à la retraite de l'Armée en 1878.

### Dates de promotion
- 1835 : sous-lieutenant ;
- 1840 : lieutenant ;
- 1845 : capitaine ;
- 1855 : lieutenant-colonel ;
- 1858 : colonel ;
- 1869 : général de brigade.

## Distinctions
- (le 13 mars 1875)[1].